# Aleksandr Vostokov

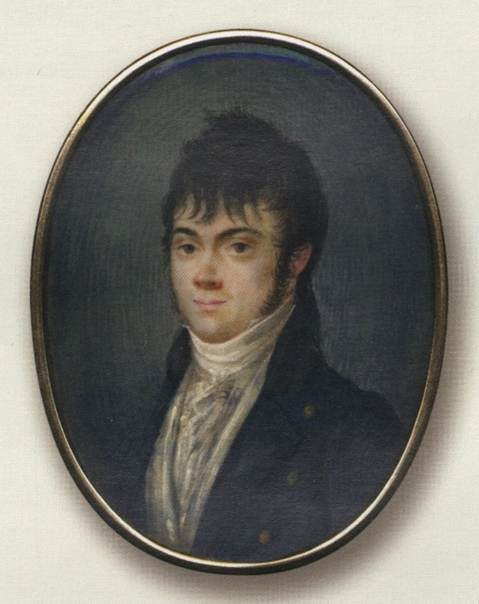
Aleksandr Vostokov.

Aleksandr Christoforovitj Vostokov (ryska: Александр Христофорович Востоков), född 27 mars (gamla stilen: 16 mars) 1781 i Arensburg på Ösel, död 20 februari (gamla stilen: 8 februari) 1864 i Sankt Petersburg, var en rysk filolog.
Vostokov, som var son till en tysk vid namn Osteneck, tjänstgjorde en tid vid handskriftsavdelningen i Moskvas Kumjantsevmuseum och Sankt Petersburgs kejserliga bibliotek och blev ledamot av ryska vetenskapsakademien 1841. Bland hans många lärda verk, som nästan uteslutande behandlar det äldre ryska språket, märks det uppseendeväckande Razsuždenije o slavjanskom jazykě služaščee vvedeniem k grammatikě tego jazyka (1820), en kyrkslavisk ordbok (1858-61) och en kyrkslavisk grammatik (1863). Dessutom utgav han textkritiska studier över bland annat Nestorkrönikan och Ostromirevangeliet. Hans lärda brevväxling utgavs 1873 av Izmail Sreznevskij.